# Ghiacciaio Strom
Il Ghiacciaio Strom  (in lingua inglese: Strom Glacier) è un ghiacciaio antartico che scorre verso nord in una ripida vallata; si origina dal fianco settentrionale del Monte Fridtjof Nansen e termina vicino alla testata della Barriera di Ross. È fiancheggiato a nordovest dalle Duncan Mountains e a sudest dall'Herbert Range, catena montuosa che fa parte dei Monti della Regina Maud, in Antartide. 
La denominazione deriva dallo Strom Camp, un accampamento posto alla sua base e occupato nel dicembre 1929 dal gruppo geologico guidato dal geologo americano Laurence McKinley Gould (1896–1995), che faceva parte della spedizione verso il Polo Sud capitanata dall'esploratore antartico Richard Evelyn Byrd. La denominazione dello Strom Camp fu assegnata in onore di Sverre Strom, primo ufficiale di coperta della nave  City of New York, che rimase a terra come membro del gruppo invernale e responsabile del gruppo delle motoslitte che trasportavano i rifornimenti a entrambi gruppi.